# Ilz
Ilz (česky Jilec) je řeka v Německu, přesněji na jihovýchodě spolkové země Bavorsko. Délka řeky je 65 km. Plocha povodí měří 850 km².

## Průběh toku
Řeka Ilz vzniká soutokem tří pramenných toků u obce Schönberg, které vznikají v oblasti mezi vrcholy Roklan (1453 m) (německy Großer Rachel) a Luzný (1373 m) (německy Lusen) v Národním parku Bavorský les. Její tok směřuje převážně jižním směrem hlubokým zalesněným údolím k městu Pasov, ve kterém ústí zleva do Dunaje těsně před mohutným Innem, který přitéká do Dunaje z pravé strany.

### Zdrojnice
- Große Ohe
- Kleine Ohe
- Mitternacher Ohe

### Významné přítoky
- levé – Wolfsteiner Ohe
- pravé -

## Vodní režim
Průměrný průtok v ústí je okolo 18 m³/s.
Hlásné profily:
| místo (vodočet)    | říční km | plocha povodí | průměrný průtok (Qa) | stoletá voda (Q100) |
| ------------------ | -------- | ------------- | -------------------- | ------------------- |
| Schrottenbaummühle | 24,5     | 363,93 km²    | 7,28 m³/s            | 200 m³/s            |
| Kalteneck          | 18,8     | 759,95 km²    | 15,9 m³/s            | 350 m³/s            |

## Galerie

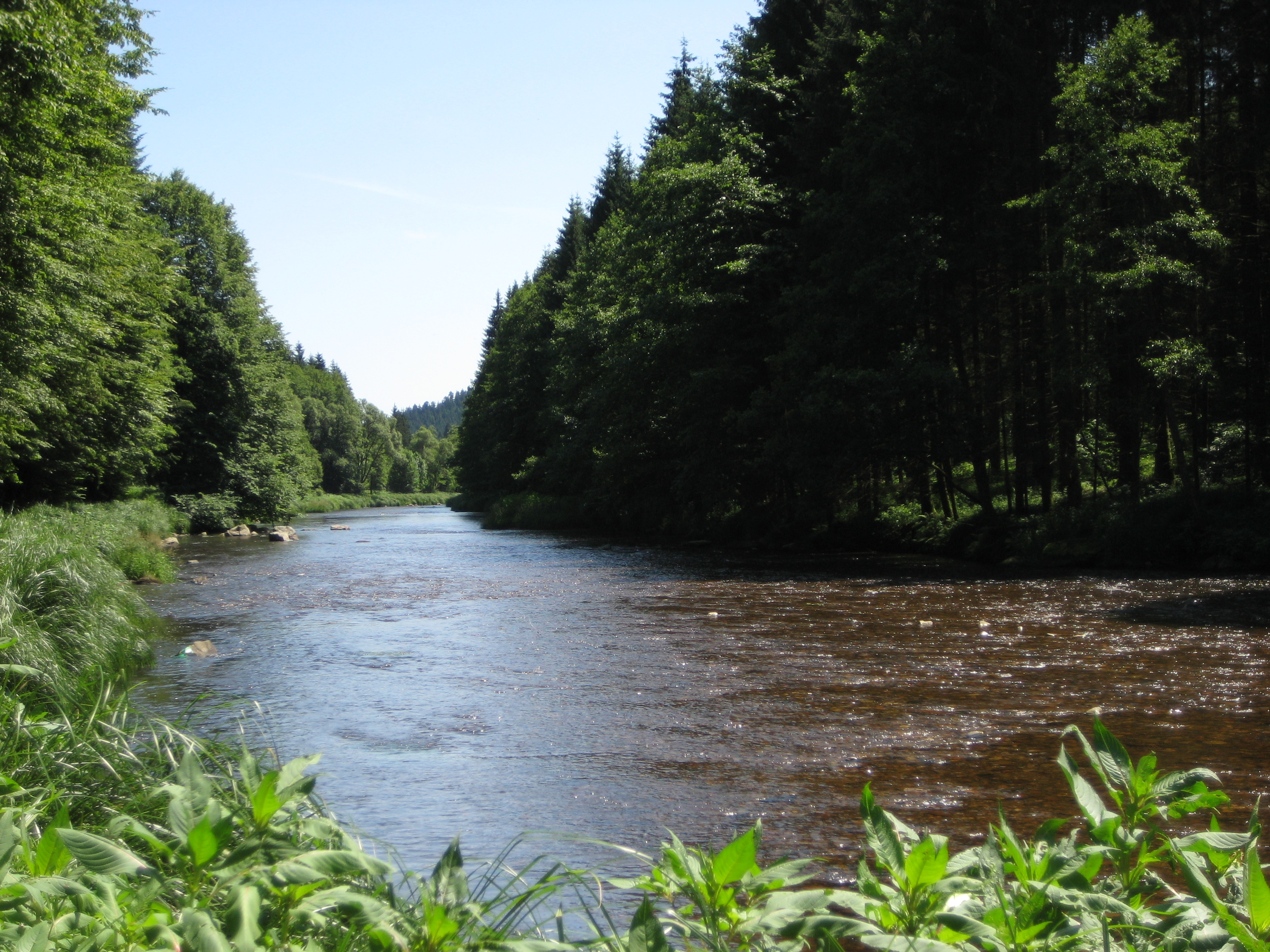
Ilz severně od Schrottenbaummühle
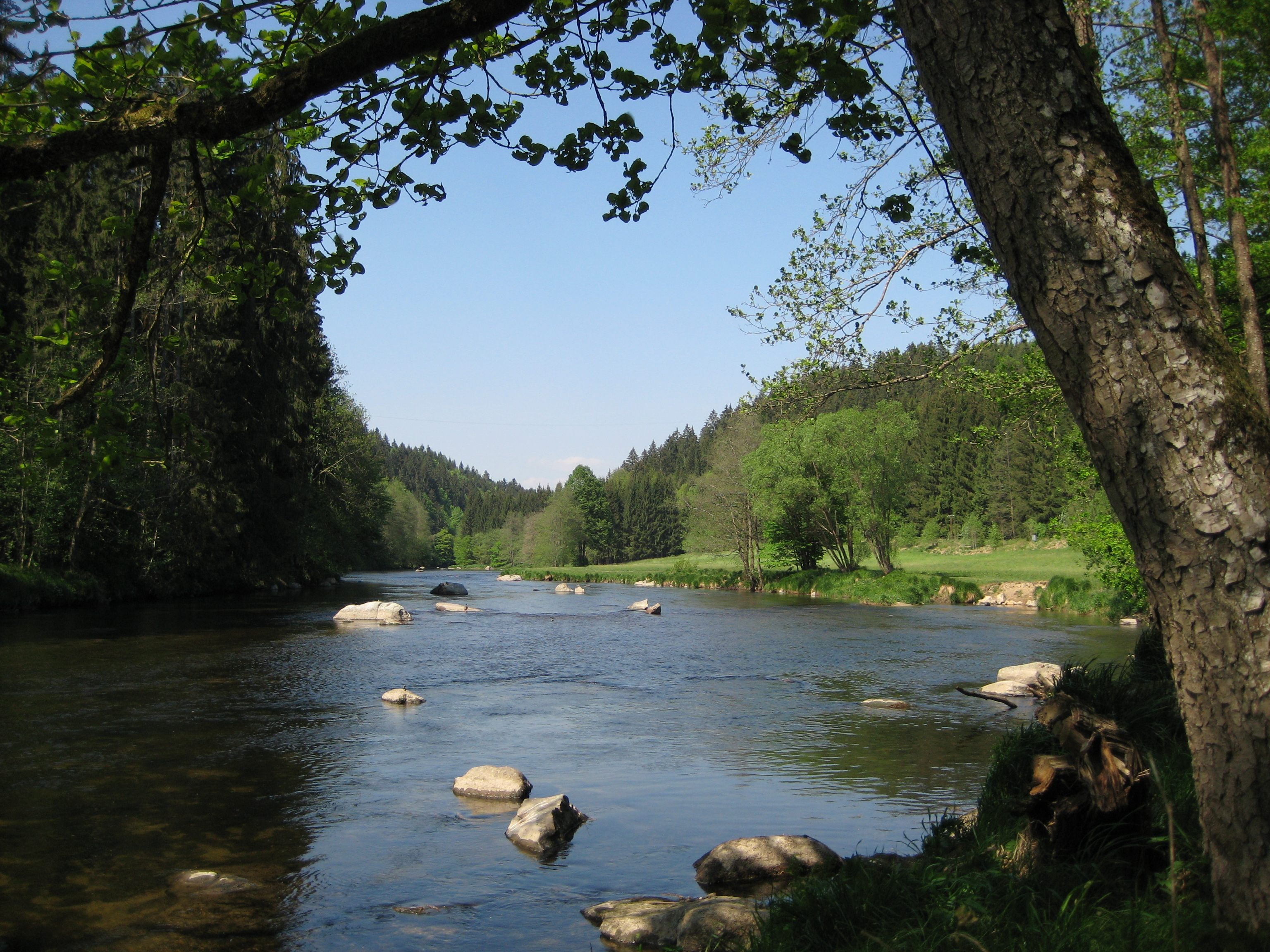
Ilz mezi obcemi Fürsteneck a Kalteneck
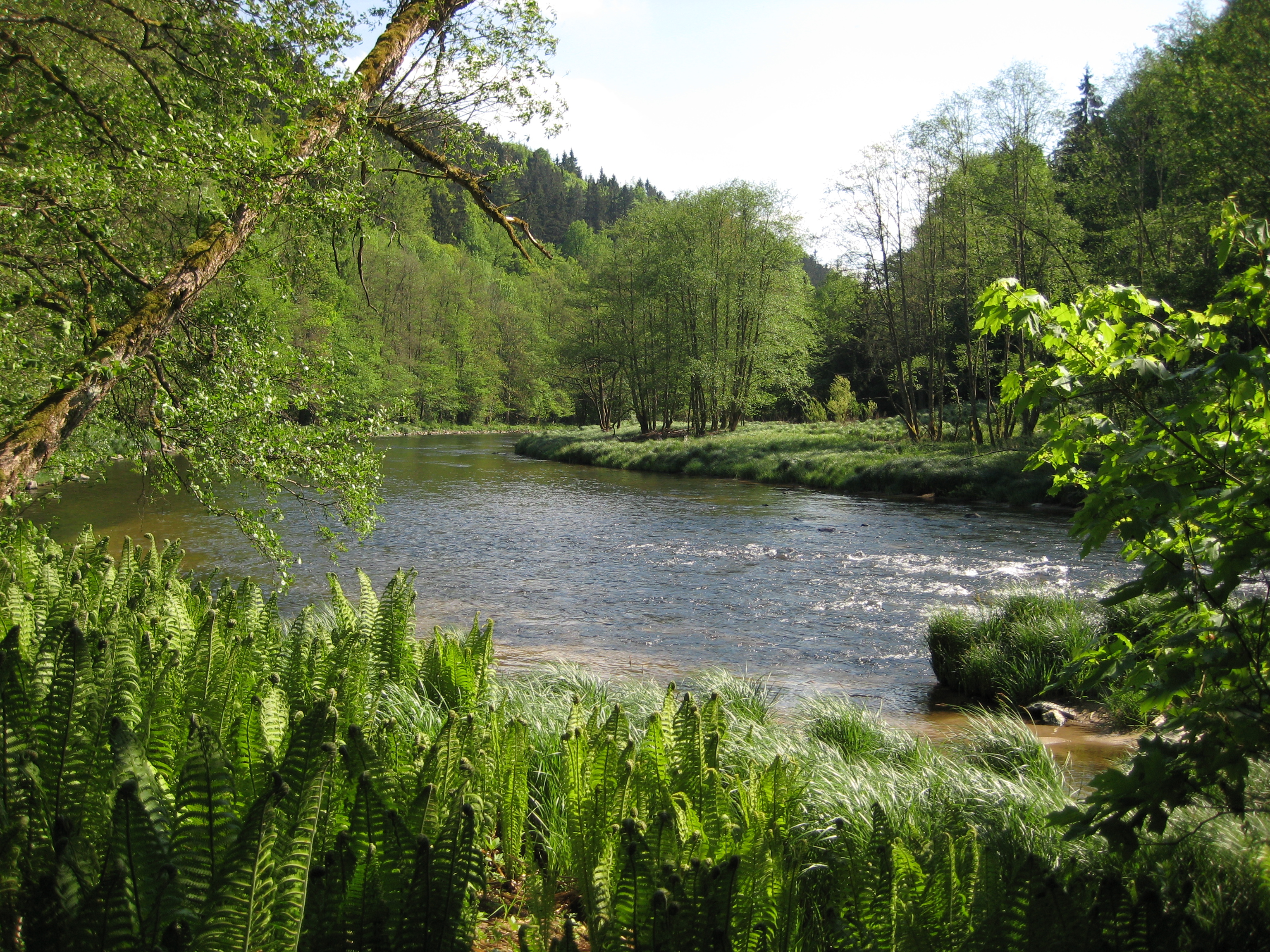
Ilz mezi obcemi Fürsteneck a Kalteneck
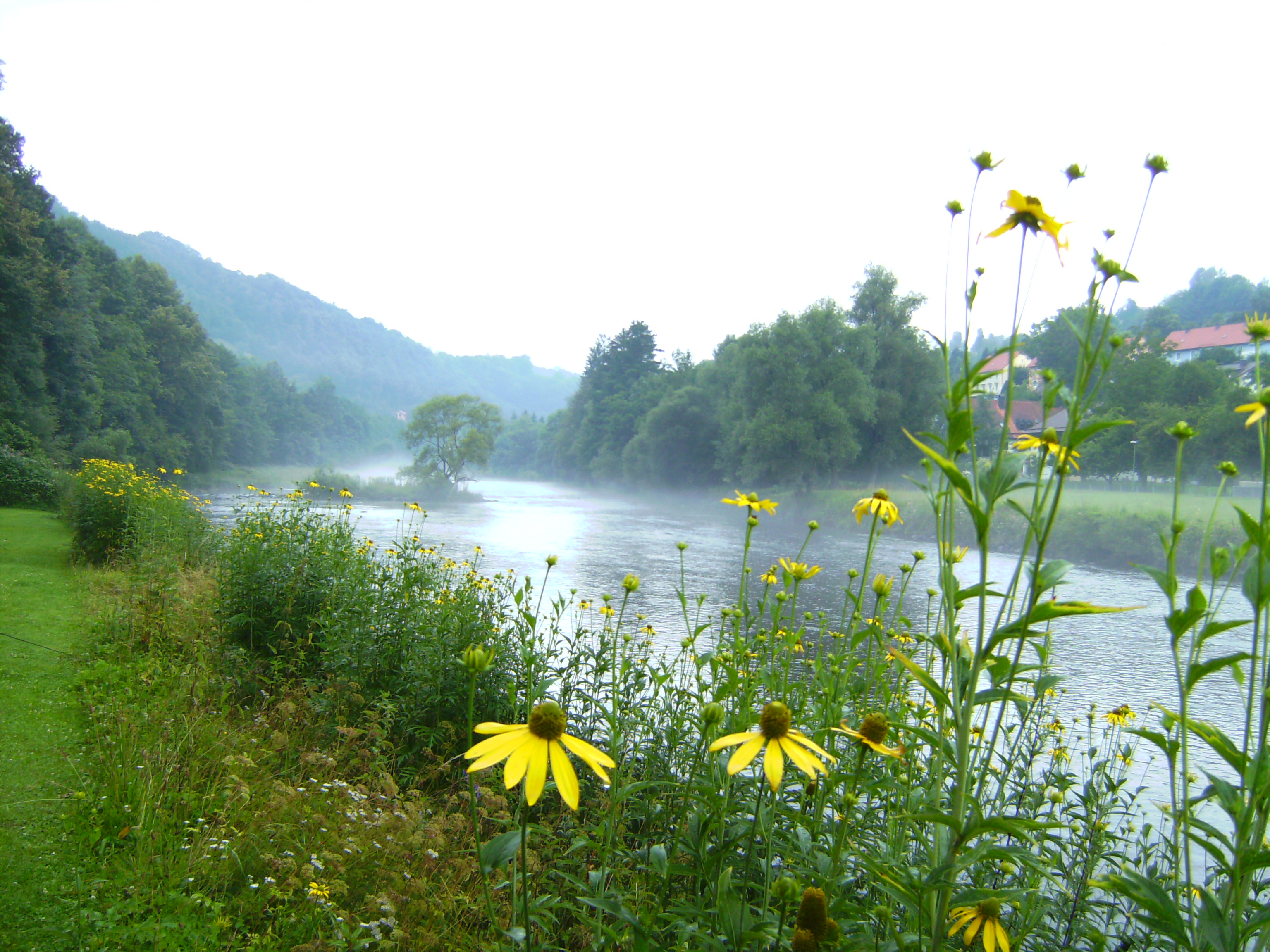
Ilz nedaleko ústí do Dunaje